# Antichamber
Antichamber – komputerowa gra logiczna stworzona przez Alexandra Bruce'a i wydana przez firmę Demruth 31 stycznia 2013. Początkowo produkcja była planowana jako modyfikacja gry Unreal Tournament 3, jednak po premierze środowiska Unreal Development Kit, twórca postanowił przeobrazić projekt w pełnoprawną grę. Pozwoliło to autorowi na jej dokładniejsze dopracowanie.

## Opis fabuły
W Antichamber rozgrywka przedstawiona jest z perspektywy pierwszej osoby, a celem gracza jest eksploracja abstrakcyjnych terenów oraz rozwiązywanie zagadek. Gra została stworzona w oparciu o obecną wiedzę naukową na temat mechanizmów funkcjonowania umysłu ludzkiego. Stworzono liczne zagadki logiczne, które wymagają od gracza abstrakcyjnego i nieszablonowego myślenia. Wszystkie łamigłówki stawiają gracza przed wyzwaniem mającym na celu rozwiązanie problemu w oryginalny sposób. W trakcie rozgrywki bohater natrafia na różne symbole, które skrywają w sobie podpowiedzi odnośnie do tego jak należy postąpić.

## Odbiór gry
Antichamber został zaprezentowany w 2009 roku podczas Tokyo Game Show oraz Independent Games Festival w Chinach. Recenzenci pozytywnie ocenili grę – otrzymała średnią z ocen wynoszącą 83,70% według serwisu GameRankings oraz 82/100 punktów według agregatora Metacritic.